# Liste der Fahnenträger der albanischen Mannschaften bei Olympischen Spielen

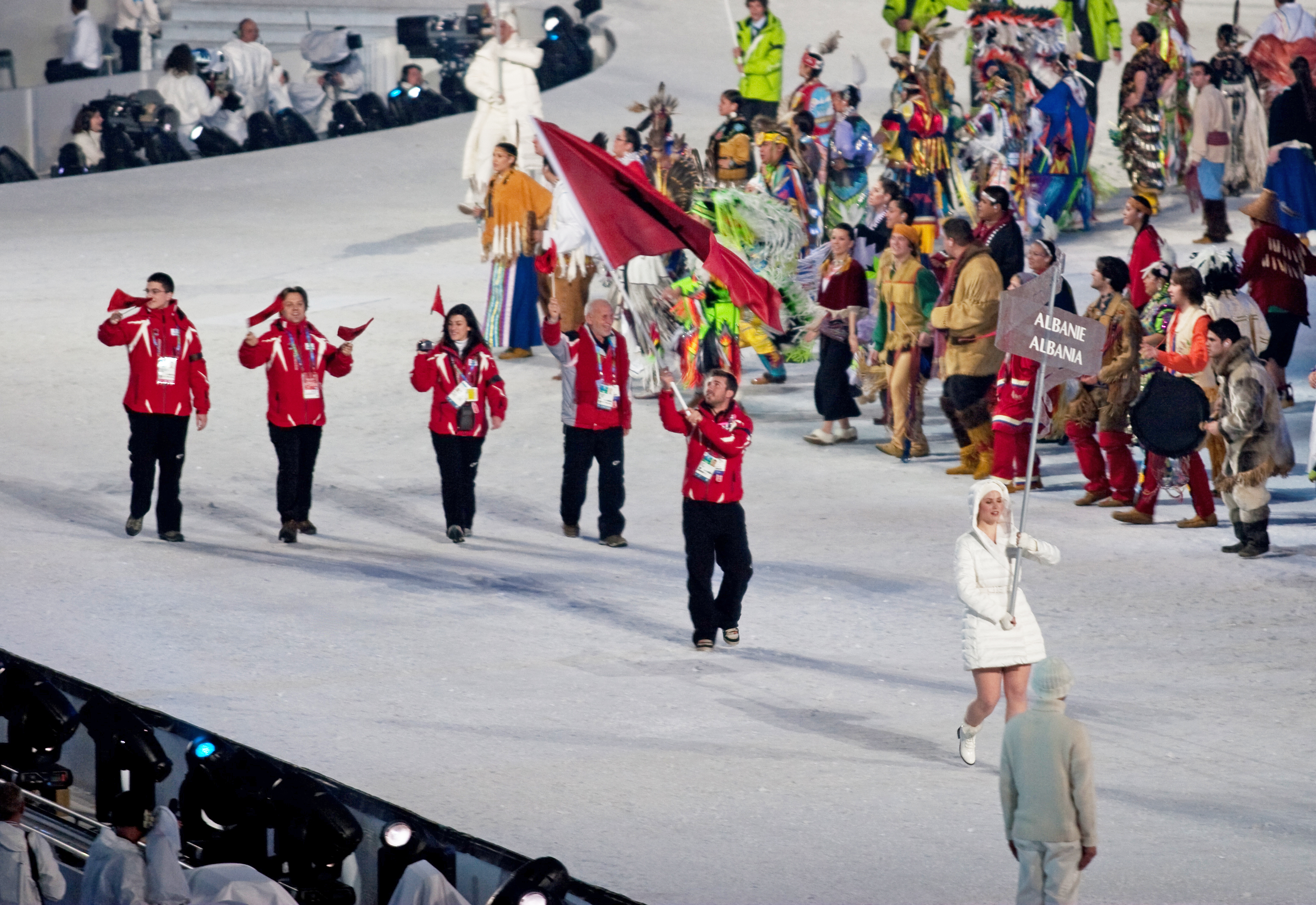
Einzug der albanischen Mannschaft 2010

Die Liste der Fahnenträger der albanischen Mannschaften bei Olympischen Spielen listet chronologisch alle Fahnenträger albanischer Mannschaften bei den Eröffnungs- (EF) und Abschlussfeiern (AF) Olympischer Spiele auf.

## Liste der Fahnenträger
| Mannschaft             | Veranstaltung | Fahnenträger       | Fahnenträger   |
| Mannschaft             | Veranstaltung | Eröffnungsfeier    | Abschlussfeier |
| ---------------------- | ------------- | ------------------ | -------------- |
| 1972 in München        | Sommerspiele  | Afërdita Tusha     |                |
| 1992 in Barcelona      | Sommerspiele  | Kristo Robo        |                |
| 1996 in Atlanta        | Sommerspiele  | Mirela Manjani     |                |
| 2000 in Sydney         | Sommerspiele  | Ilirjan Suli       |                |
| 2004 in Athen          | Sommerspiele  | Klodiana Shala     | Klodiana Shala |
| 2006 in Turin          | Winterspiele  | Erjon Tola         | Erjon Tola     |
| 2008 in Peking         | Sommerspiele  | Sahit Prizreni     | Sahit Prizreni |
| 2010 in Vancouver      | Winterspiele  | Erjon Tola         | Erjon Tola     |
| 2012 in London         | Sommerspiele  | Romela Begaj       | Romela Begaj   |
| 2014 in Sotschi        | Winterspiele  | Erjon Tola         | Suela Mëhilli  |
| 2016 in Rio de Janeiro | Sommerspiele  | Luiza Gega         | Luiza Gega     |
| 2018 in Pyeongchang    | Winterspiele  | Suela Mëhilli      | Suela Mëhilli  |
| 2020 in Tokio          | Sommerspiele  | Luiza Gega         | Volunteer      |
| 2020 in Tokio          | Sommerspiele  | Briken Calja       | Volunteer      |
| 2022 in Peking         | Winterspiele  | Denni Xhepa        | Volunteer      |
| 2024 in Paris          | Sommerspiele  | Selimchan Abakarow | Islam Dudaev   |
| 2024 in Paris          | Sommerspiele  | Kaltra Meça        | Islam Dudaev   |

Anmerkung: (EF) = Eröffnungsfeier, (AF) = Abschlussfeier

## Statistik
| Rang    | Sportart       | EF | AF | ∑  |
| ------- | -------------- | -- | -- | -- |
| 1       | Leichtathletik | 4  | 2  | 6  |
| 2       | Gewichtheben   | 3  | 1  | 4  |
| 3       | Ringen         | 2  | 2  | 3  |
| 3       | Schießen       | 2  | 0  | 2  |
| 5       | Schwimmen      | 1  | 0  | 1  |
| 5       | Volunteer      | 0  | 1  | 1  |
| Gesamt: | Gesamt:        | 12 | 6  | 18 |

| Rang    | Sportart  | EF | AF | ∑  |
| ------- | --------- | -- | -- | -- |
| 1       | Ski Alpin | 5  | 4  | 9  |
| 2       | Volunteer | 0  | 1  | 1  |
| Gesamt: | Gesamt:   | 5  | 5  | 10 |

| Rang    | Sportart       | EF | AF | ∑  |
| ------- | -------------- | -- | -- | -- |
| 1       | Ski Alpin      | 5  | 4  | 9  |
| 2       | Leichtathletik | 4  | 2  | 6  |
| 3       | Gewichtheben   | 3  | 1  | 4  |
| 3       | Ringen         | 2  | 2  | 3  |
| 5       | Schießen       | 2  | 0  | 2  |
| 5       | Volunteer      | 0  | 2  | 2  |
| 7       | Schwimmen      | 1  | 0  | 1  |
| Gesamt: | Gesamt:        | 17 | 11 | 28 |